# آندرس سولانو
آندرس سولانو (انگلیسی: Andrés Solano؛ زادهٔ ۲۴ فوریهٔ ۱۹۹۸) بازیکن فوتبال اهل کلمبیا است که در پست دفاع راست بازی می‌کند.
وی همچنین در تیم ملی فوتبال زیر ۲۳ سال کلمبیا بازی کرده‌است.